# Set électro d'Orléans
Le Set électro d'Orléans est un DJ mix annuel organisé dans la ville française d'Orléans durant les fêtes johanniques.

Plusieurs disc jockey (DJ) y mixent le soir du 7 mai, veille du traditionnel défilé organisé dans le cadre des fêtes johanniques, dans la continuité du son et lumière projeté sur la cathédrale Sainte-Croix. Il débute vers 23h00 et dure environ 2h30, sans interruption.

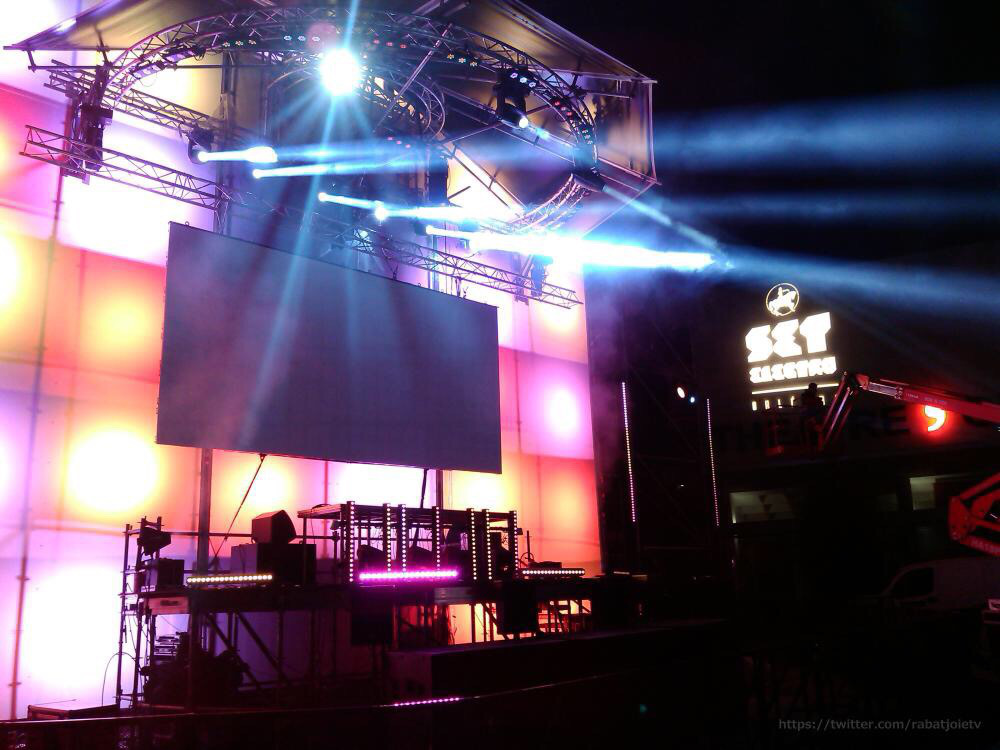
La scène du Set Electro 2015, sur le parvis du théâtre d'Orléans
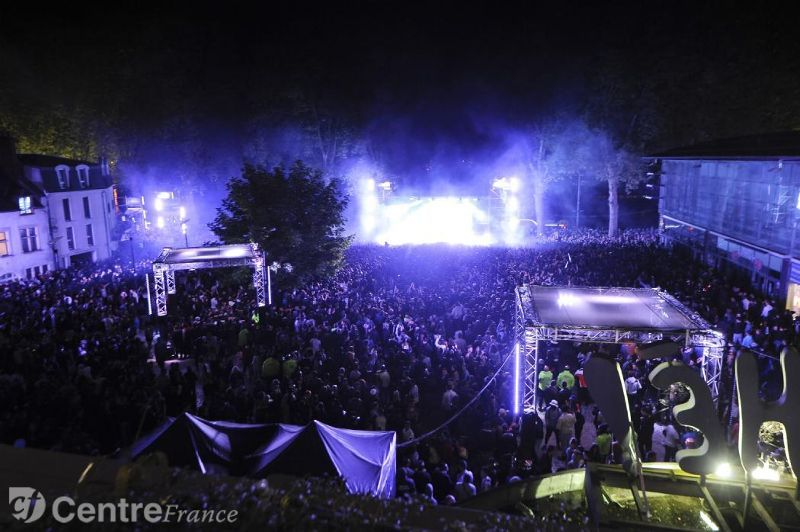
Le Set Electro 2014, sur la Place de Loire à Orléans

## Histoire
C'est sur la proposition de Laurent Descaves (chef de service de la régie des événements de la Ville d'Orléans et directeur artistique de VOULEZ-VOUS - Spectacle & Diner) que Serge Grouard (promesse de campagne du maire sortant) lance en mai 2007 le Set électro, dans le but de moderniser les fêtes johanniques en 2008. Les élus orléanais tentent de « fédérer toutes les générations » en « mêlant subtilement tradition et modernité »,.
Pour les quatre premières éditions, la scénographie et la programmation sont élaborées par Laurent Descaves. Pour fédérer au maximum les jeunes orléanais, il imagine la même année le concours DJ Cast qui permet de mettre en lumière un DJ local, le gagnant se trouvant récompenser du warm up de la manifestation. 
Le Set électro est organisé sur la place de Loire jusqu’en 2014. Cette année là, la septième édition du concert accueille environ 40 000 personnes.
À partir de 2015, la proximité de la Loire est jugée dangereuse et la capacité d'accueil du public trop limitée ; pour ces raisons, la manifestation quitte la place de Loire pour s'installer sur le parvis du théâtre d'Orléans où le public pourra investir les boulevards Alexandre-Martin et Pierre-Ségelle.

## Présentation

### Déroulement
Le Set électro débute par le concours DJ Cast, un événement se déroulant en amont, lui donnant ainsi une dimension locale. C'est un concours au cours duquel des candidats, âgés de 18 à 30 ans et habitant Orléans ou son agglomération, adressent une maquette de leur travail à un jury composé de représentants de la municipalité d’Orléans et de référents de la musique électronique. Les 20 candidats choisis participent à une soirée de présélection. Les trois finalistes participent à une ultime épreuve dans une discothèque : le Night Way. Le DJ vainqueur prend possession de la scène pour un warm up d'une trentaine de minutes marquant l'ouverture du Set électro à partir de 23h00. À partir de 23h30 se produisent des artistes internationaux, listés dans le tableau ci-dessous.

#### Années 2000
| Année | DJ Local Warm Up | DJ(s) Invité(s)                 | Classement DJ MAG obtenu l'année du set | Meilleur classement DJ MAG | Public |
| ----- | ---------------- | ------------------------------- | --------------------------------------- | -------------------------- | ------ |
| 2008  | Miss Brown       | Martin Solveig Antoine Clamaran | 52e NC                                  | 29e (2011) 96e (2009)      | NC     |
| 2009  | Bruno Cadène     | David Vendetta Étienne de Crécy | NC NC                                   | NC NC                      | NC     |

#### Années 2010
| Année | DJ Local Warm Up    | DJ(s) Invité(s)                               | Classement DJ MAG obtenu l'année du set | Meilleur classement DJ MAG    | Public |
| ----- | ------------------- | --------------------------------------------- | --------------------------------------- | ----------------------------- | ------ |
| 2010  | Vertical Smile      | Laurent Wolf Greg Cerrone Da Fresh            | 92e NC NC                               | 66e (2009) NC NC              | NC     |
| 2011  | Deejay Orél         | Benny Benassi Elisa do Brasil                 | 27e NC                                  | 18e (2004) NC                 | NC     |
| 2012  | Deejay D-Vice       | Roger Sanchez DJ Paulette                     | NC NC                                   | 9e (1999) NC                  | NC     |
| 2013  | William Kaiton      | Tony Romera Joachim Garraud                   | NC NC                                   | NC 27e (2008)                 | NC     |
| 2014  | Kid Lokizys (LeKid) | Nervo                                         | 21e                                     | 16e (2013)                    | NC     |
| 2015  | Simon Fougère       | Michaël Canitrot Tara McDonald Michael Calfan | NC NC                                   | NC NC                         | 35 000 |
| 2016  | A-Dry               | Hakimakli Yves V                              | NC 62e                                  | NC 34e (2015)                 | 35 000 |
| 2017  | Mack Swell          | Cedric Gervais Richard Orlinski               | NC NC                                   | 76e (2019) NC                 | 40 000 |
| 2018  | Face B              | R3hab Boris Way                               | 12e NC                                  | 12e (2018) NC                 | 40 000 |
| 2019  | Jokiz               | Quintino Mosimann                             | 25e NC                                  | 25e (2018 et 2019) 69e (2013) | 40 000 |

#### Années 2020
| Année | DJ Local Warm Up      | DJ(s) Invité(s)            | Classement DJ MAG obtenu l'année du set | Meilleur classement DJ MAG | Public                                                    |
| ----- | --------------------- | -------------------------- | --------------------------------------- | -------------------------- | --------------------------------------------------------- |
| 2020  | X                     | Fedde Le Grand W&W         | 30e 18e                                 | 14e (2011) 13e (2016)      | Évènement annulé en raison de la crise sanitaire Covid 19 |
| 2021  | Volte/Face Mack Swell | Ofenbach                   | NC                                      | NC                         | Évènement diffusé virtuellement                           |
| 2022  | M'Bee                 | Tony Romera Oliver Heldens | NC 8e                                   | NC 7e (2019)               | 40 000                                                    |
| 2023  | Jeremy Adavio         | TRINIX W&W                 | À venir 18e                             | NC 13e (2016)              | 40 000                                                    |
| 2024  | DJ Maatt              | Sara Costa Feder           |                                         |                            | NC                                                        |
| 2025  | The Bird              | Maeva Carter Marnik        |                                         |                            | NC                                                        |
| 2026  |                       | NC NC                      |                                         |                            |                                                           |

### Organisation
Il est difficile d'évaluer le coût réel de la manifestation. Son budget est inclus dans le budget global des fêtes johanniques qui s'élevait pour 2015 à 630 000 €, en baisse de 100 000 € par rapport à 2014. Le rapport de présentation du budget primitif 2015 ne détaille le budget alloué aux fêtes johanniques d'une part et au Set électro d'autre part. Néanmoins, les dépenses d'environ 66 000 € pour les seuls éclairages en 2012 sont à la charge exclusive de la mairie, puisque le Set électro est gratuit.
Quelques partenaires locaux et nationaux sont associés à l'évènement : Waat agency, la banque française Crédit agricole Centre Loire, les radio françaises NRJ, précédée par Fun Radio et Radio FG, la télévision française France 3 Centre-Val de Loire en 2013, et l’Edith mag assurent publicité et diffusion en direct. Les bars locaux et discothèques comme le "Nova Club" et le "Chez Moi" servent de cadre pour le warm-up.

## Évolution des scènes du Set Electro par année

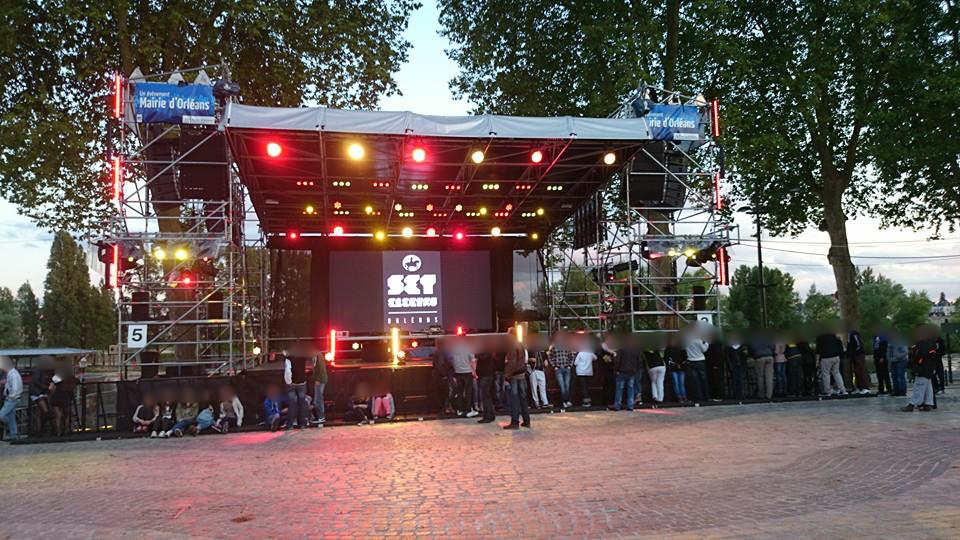
Scène 2014
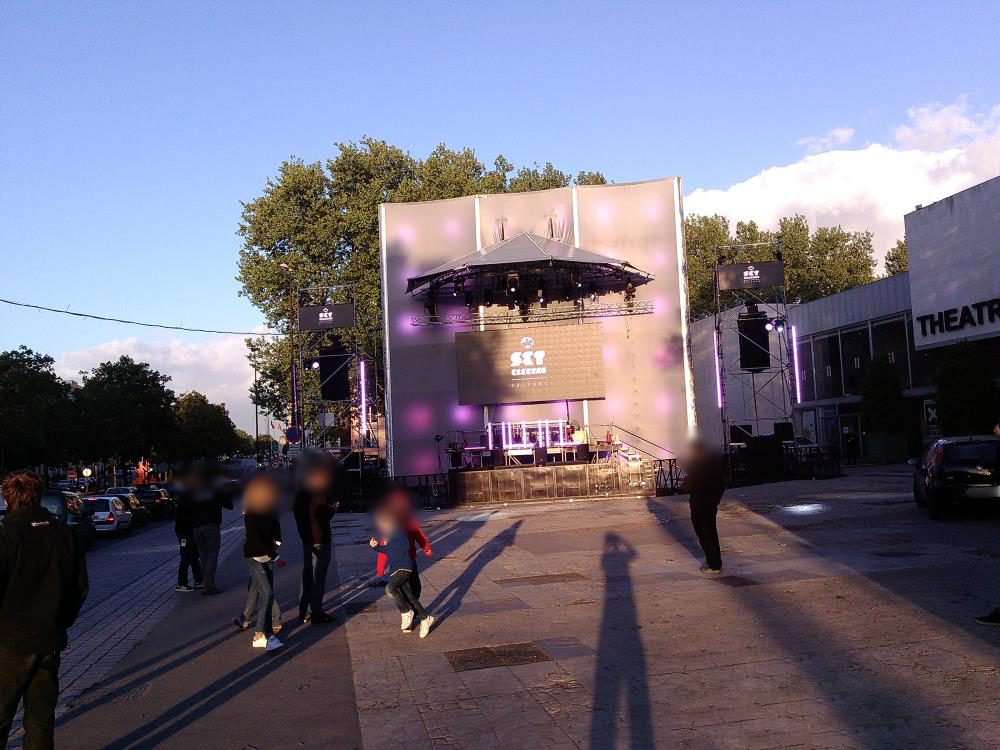
Scène 2015
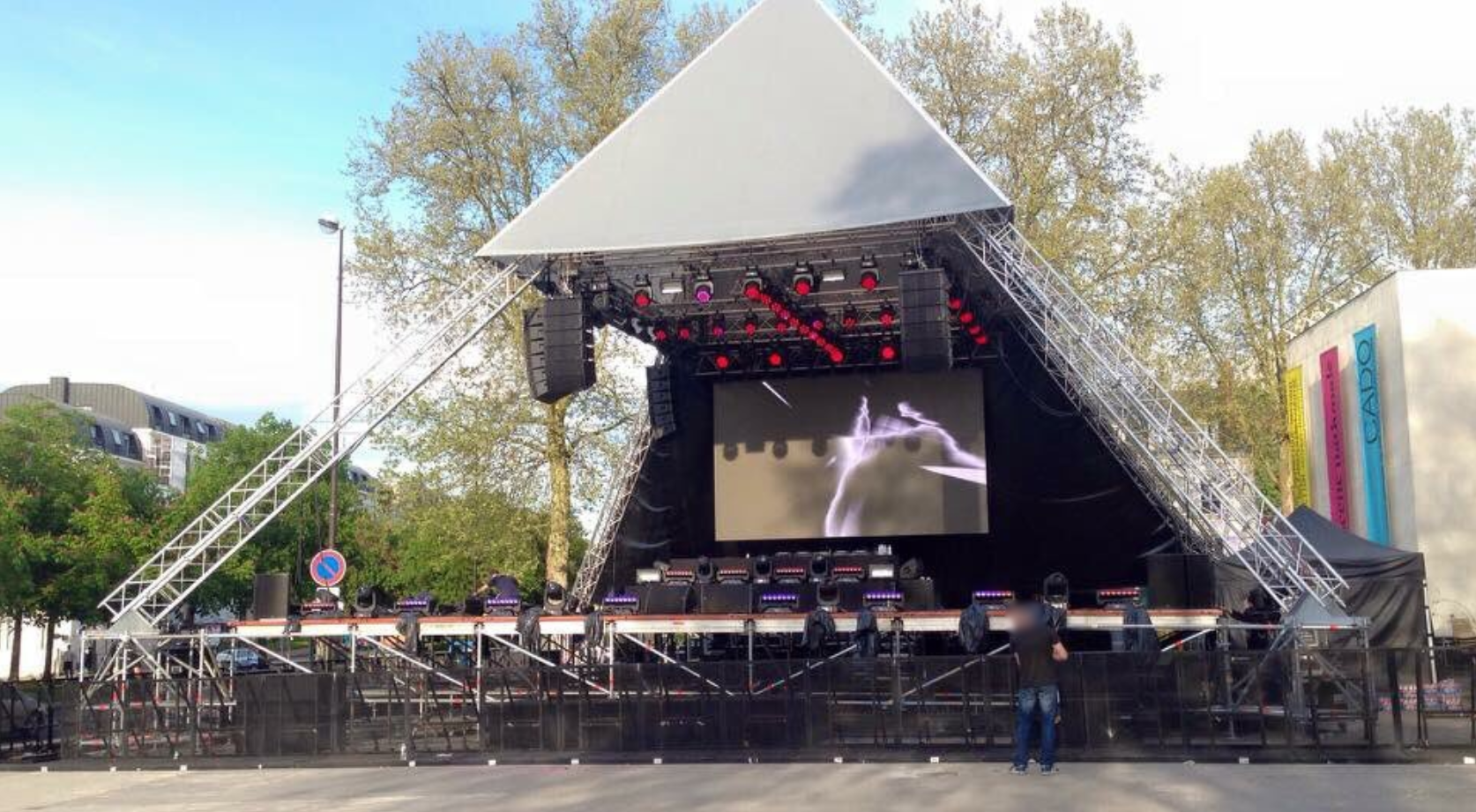
Scène 2016
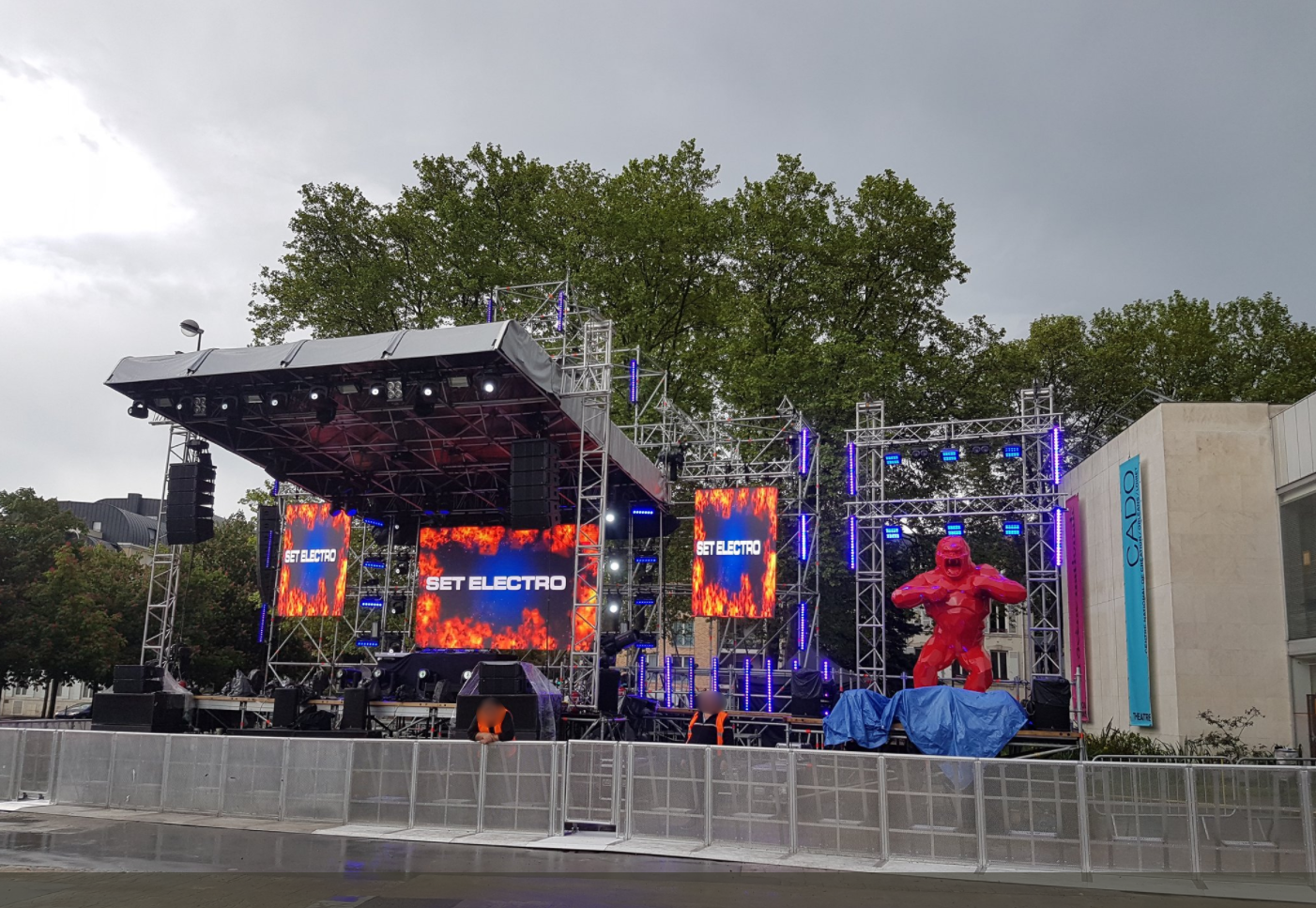
Scène 2017
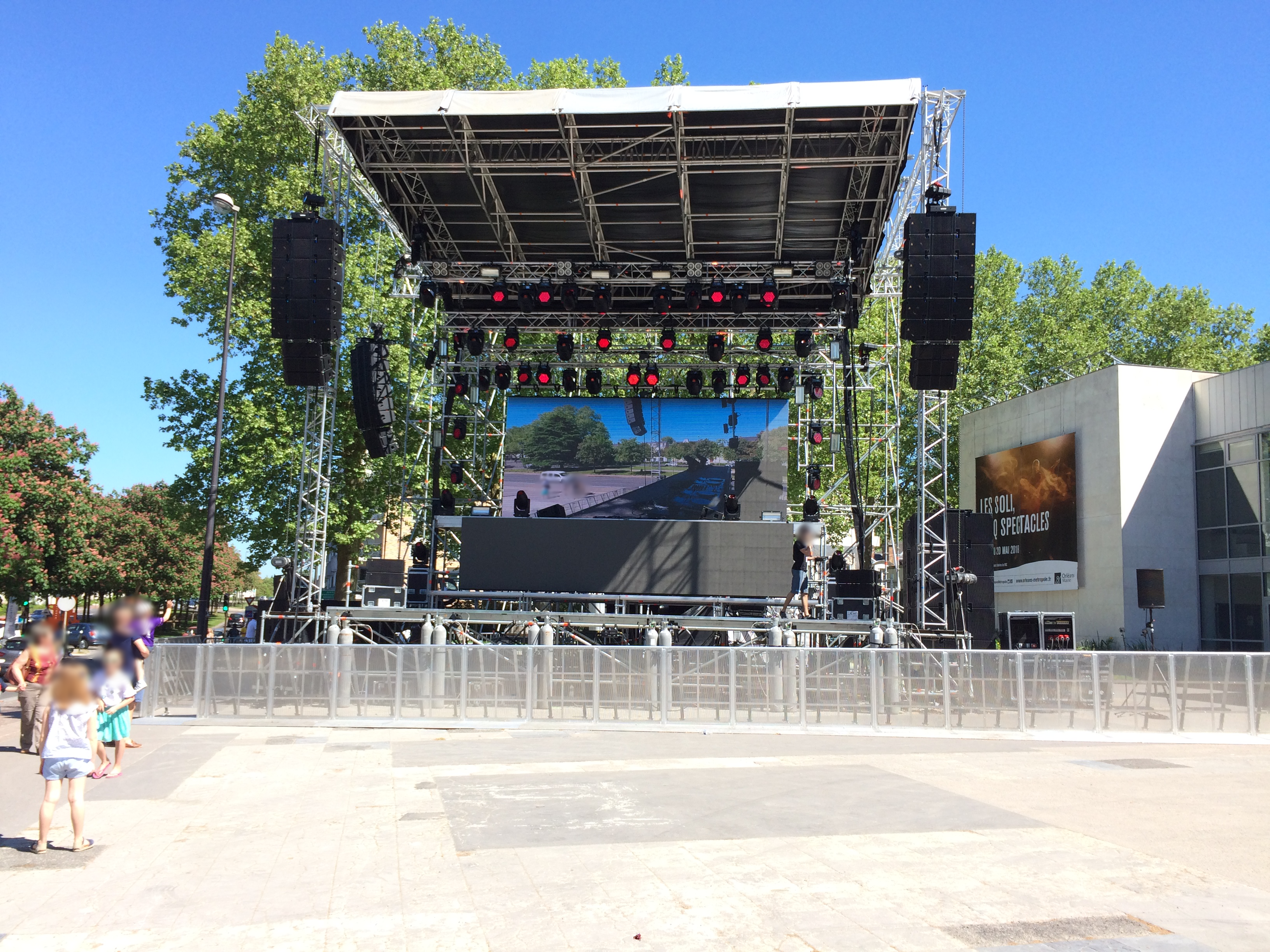
Scène 2018
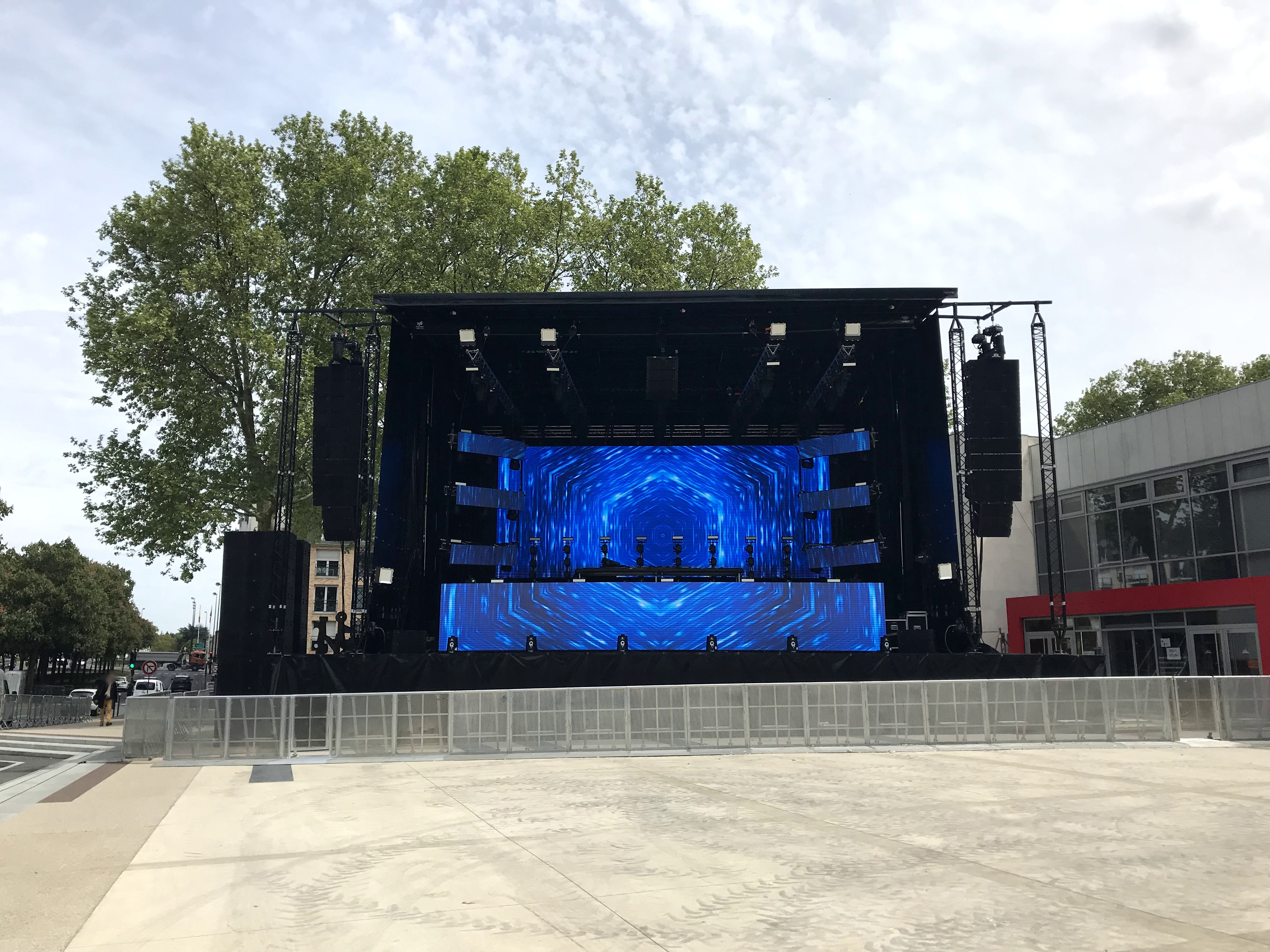
Scène 2019
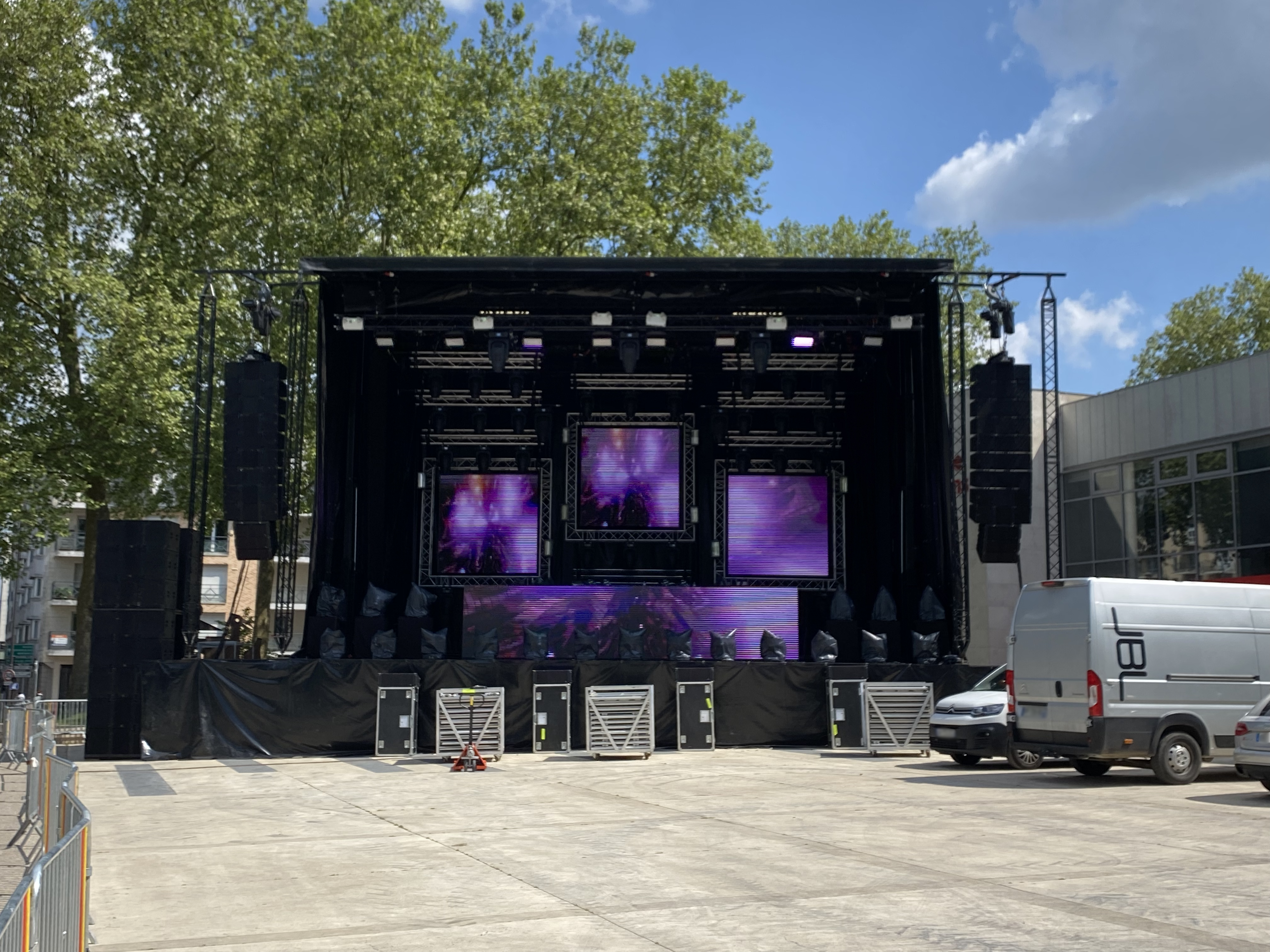
Scène 2022
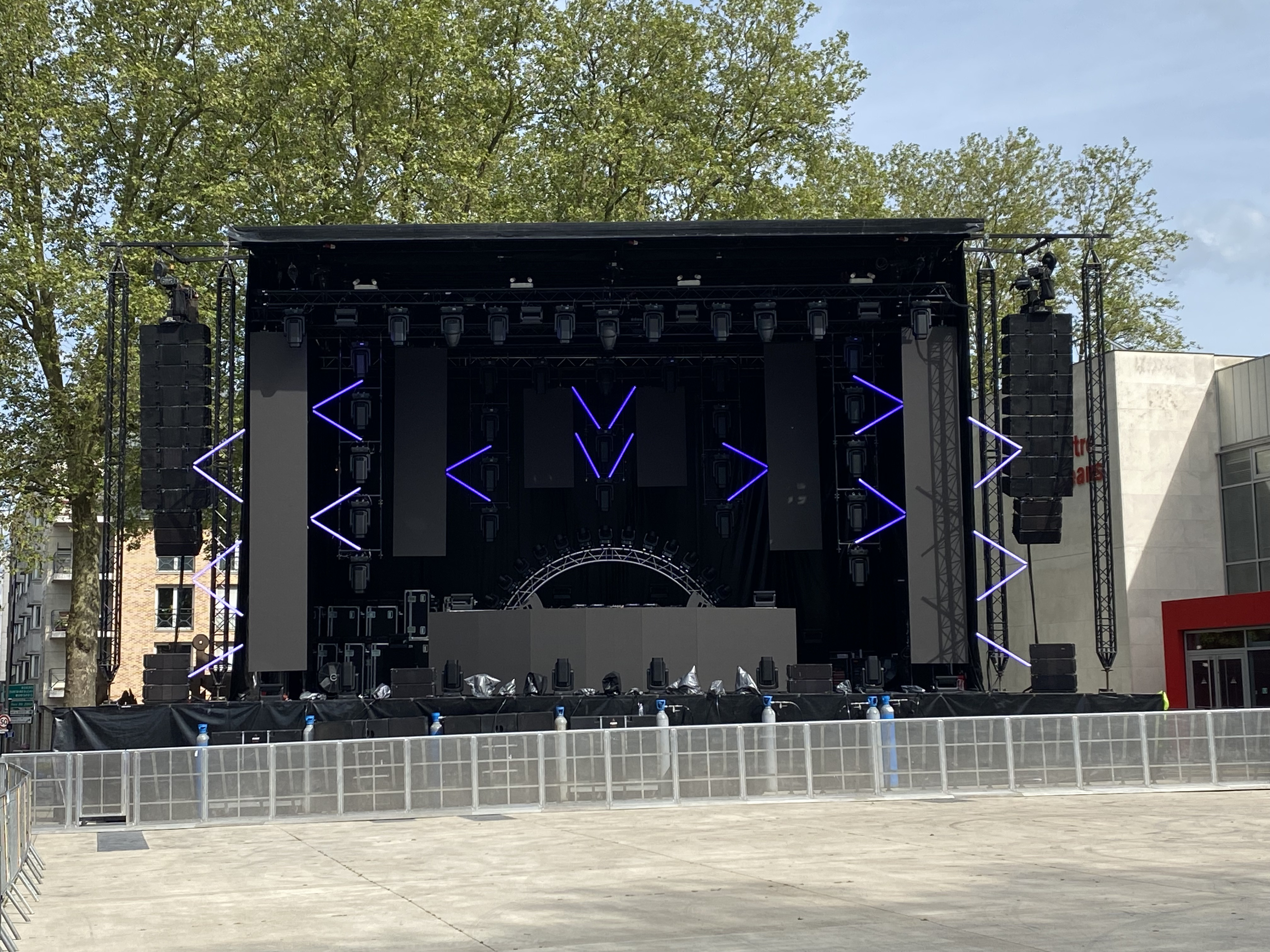
Scène 2023